# Нахчыванчай
Нахчыванчай (Нахичеванча́й, Нахичеваньчай, Нахичеван-чай, Нахичевань-чай; азерб. Naxçıvançay) — река в Азербайджане, протекает в пределах Нахичеванской Автономной Республики по территории Шахбузского и Бабекского районов.
Берёт начало в горах на северо-востоке Нахичеванской Автономной Республики и на протяжении около 37 км течёт в глубоком и широком ущелье на юго-запад, после чего выходит на равнину и поворачивает к югу. Общая длина течения около 75 км. Впадает в Аракское водохранилище на высоте 777 м над уровнем моря. До строительства водохранилища являлся левым притоком Аракса и впадал в него в районе города Нахичевань, в 11,5 км выше развалин персидской крепости Аббас-Абад, сохранявшихся вплоть до 1970-х годов, когда они были затоплены.
Имеет важное ирригационное значение.
На правом берегу Нахчыванчая обнаружено древнее поселение Узун Оба.